# Lista celor mai mari parcuri urbane din lume

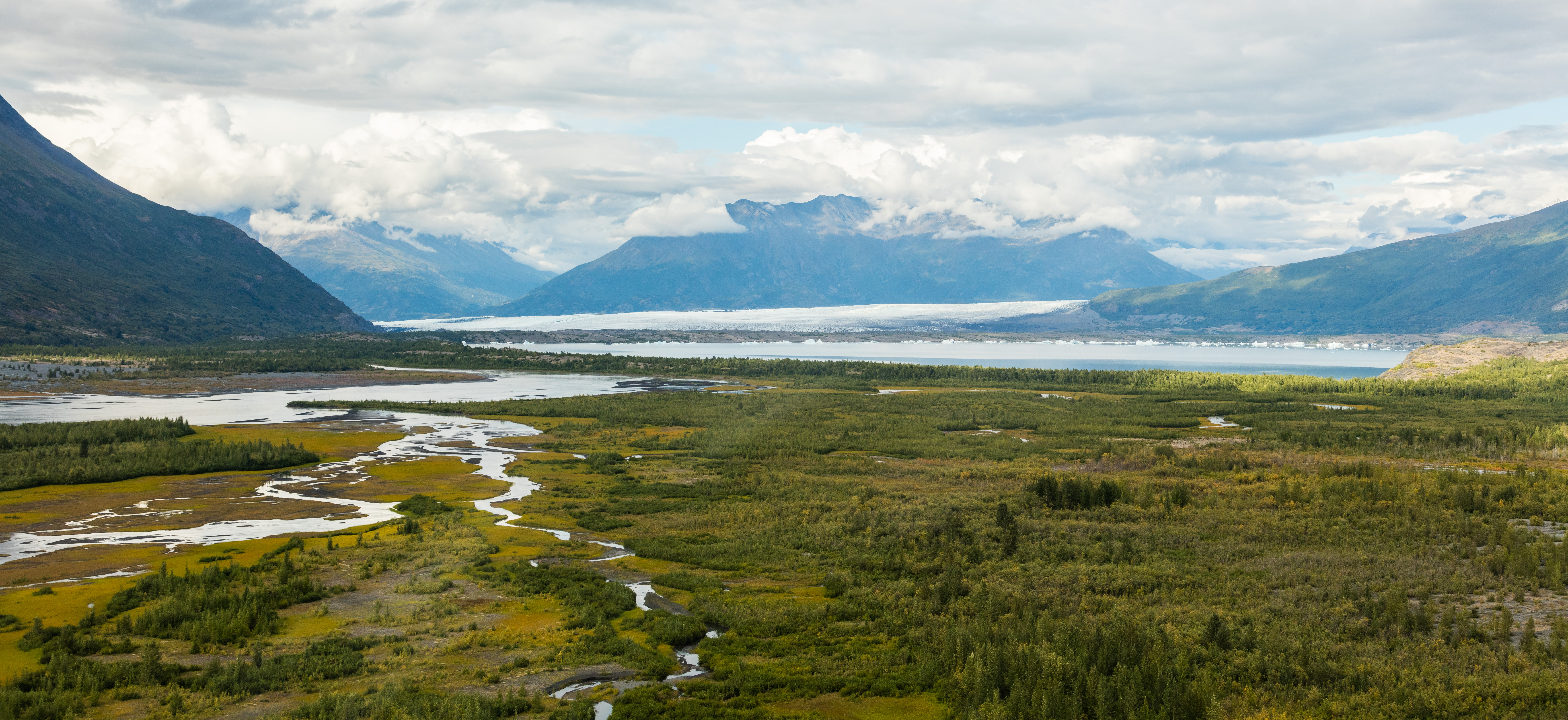
Parcul de stat Chugach din Alaska, cel mai mare parc urban din lume

Lista celor mai mari parcuri urbane din lume clasifică parcurile publice situate integral sau parțial într-o localitate sau o zonă metropolitană, în funcție de suprafața totală a acestora.
Lista include parcuri urbane cu o suprafață totală de peste 500 de hectare. Ordinea este descrescătoare, în funcție de valorile suprafeței totale a fiecărui parc.
| Imagine | Nume | Locație                                      | Țară          | An        | Suprafață (hectare) | Observații | Coordonate                                      |
|         | |                                              |               |           |                     | |                                                 |
| ------- | --- | -------------------------------------------- | ------------- | --------- | ------------------- | --- | ----------------------------------------------- |
|         | Parcul de stat Chugach (în engleză Chugach State Park)                                                           | Anchorage, Alaska                            | Statele Unite | 1970      | 200.400,0           | Cel mai mare parc urban din lume (situat în întregime în zona metropolitană Anchorage) al treilea cel mai mare parc de stat din Statele Unite | 61°03′07″N 149°47′49″V / 61.05194°N 149.79694°V |
|         | Parcul Național Taijiang (în chineză: 台江國家公園, transliterat: Tái jiāng guójiā gōngyuán)                     | Tainan                                       | Taiwan        | 2009      | 39.300,0            | Al optulea ca mărime dintre cele nouă parcuri naționale din Taiwan, acoperă zone terestre și maritime | 23°03′47″N 120°03′18″E / 23.06306°N 120.05500°E |
|         | Parcul Gatineau (în engleză Gatineau Park)                                                                       | Gatineau, Quebec                             | Canada        | 1938      | 36.100,0            | Parc administrat de guvernul federal, situat în regiunea Outaouais, la nord de capitala canadiană Ottawa, cel mai mare parc din Canada situat într-o zonă metropolitană | 45°35′00″N 76°00′00″V / 45.58333°N 76.00000°V   |
|         | Pădurea Fontainebleau (în franceză Forêt de Fontainebleau)                                                       | Ile-de-France                                | Franța        | 1892      | 25.000,0            | Parte a domeniului palatului regal Fontainebleau, mărginită pe o parte de râul Sena, cea mai mare arie naturală protejată din Ile-de-France, prima rezervație naturală din lume (creată între 1861 și 1892) | 48°24′07″N 2°39′46″E / 48.40194°N 2.66278°E     |
|         | Parcul Național Table Mountain (în engleză Table Mountain National Park)                                         | Cape Town                                    | Africa de Sud | 1998      | 22.100,0            | Parc național situat în jurul lanțului montan Table Mountain, face parte din Regiunea Floristică a Capului (Cape Floral Region), locație înscrisă în lista siturilor din Patrimoniul Mondial UNESCO | 33°58′00″S 18°25′30″E / 33.96667°S 18.42500°E   |
|         | Pădurea Rambouillet (în franceză Forêt de Rambouillet)                                                           | Ile-de-France                                | Franța        |           | 22.000,0            | Pădure din sud-vestul regiunii Ile-de-France, la aproximativ 25 km sud-vest de Versailles | 48°39′00″N 1°50′00″E / 48.65000°N 1.83333°E     |
|         | Parcul Național Margalla Hills (în urdu مارگلہ ہل قومی پارک, transliterat: Margalah hal qaumi park)              | Islamabad                                    | Pakistan      | 1980      | 17.386,0            | Cel mai mare parc urban din Asia în 1980 și al treilea parc național ca mărime din Pakistan, include Dealurile Margalla, care formează poalele masivului Himalaya | 33°43′52″N 72°56′13″E / 33.73111°N 72.93694°E   |
|         | Parcul de stat Pedra Branca (în portugheză Parque Estadual da Pedra Branca)                                      | Rio de Janeiro                               | Brazilia      | 1974      | 12.394,0            | Parcul de stat protejează o zonă din Pădurea Atlantică, apele de suprafață din parc alimentează mai multe lacuri de acumulare din zona metropolitană | 22°56′26″S 43°28′50″V / 22.94056°S 43.48056°V   |
|         | Rezervația McDowell Sonoran (în engleză McDowell Sonoran Preserve)                                               | Scottsdale                                   | Statele Unite | 1994      | 12.300,0            | Habitat deșertic vast, protejat permanent și sustenabil | 33°38′51″N 111°51′41″V / 33.64750°N 111.86139°V |
|         | Parcul Național Losinîi Ostrov (în rusă Лосиный Остров, transliterat: Losinîi Ostrov)                            | Moscova                                      | Rusia         | 1983      | 11.600,0            | Primul parc național din Rusia, înființat concomitent cu Parcul Național Soci | 55°51′49″N 37°46′39″E / 55.86361°N 37.77750°E   |
|         | Parcul Național Yangmingshan (în chineză: 陽明山國家公園, transliterat: Yángmíng shān guójiā gōngyuán)           | Taipei                                       | Taiwan        | 1985      | 11.338,0            | Al treilea ca mărime parc național din Taiwan | 25°10′39″N 121°32′51″E / 25.17750°N 121.54750°E |
|         | Parcul de stat Munții Franklin (în engleză Franklin Mountains State Park)                                        | El Paso, Texas                               | Statele Unite | 1987      | 9.812,0             | Cel mai mare parc de stat situat integral în limitele unui oraș din Statele Unite | 31°53′01″N 106°30′08″V / 31.88361°N 106.50222°V |
|         | Refugiul Național pentru Faună Sălbatică Bayou Sauvage (în engleză Bayou Sauvage National Wildlife Refuge)       | New Orleans                                  | Statele Unite | 1990      | 9.210,0             | Rezervație naturală formată din zone mlăștinoase de apă dulce și sărată, cea mai mare rezervație urbană pentru fauna sălbatică din Statele Unite | 30°05′00″N 89°51′00″V / 30.08333°N 89.85000°V   |
|         | Parcul Național Bukhansan (în coreeană 북한산, transliterat: Bughansan)                                          | Seul                                         | Coreea de Sud | 1983      | 7.992,0             | Include zone împădurite, vârfuri montane din granit, temple și Fortăreața Bukhansanseong împreună cu zidurile sale defensive | 37°40′30″N 126°58′55″E / 37.67500°N 126.98194°E |
|         | Parcul de stat Cantareira (în portugheză Parque Estadual da Cantareira)                                          | São Paulo                                    | Brazilia      | 1962      | 7.916,5             | Parte a Centurii Verzi a orașului São Paulo, cea mai mare zonă verde urbană din Brazilia (64.800 ha), declarată în 1994 Rezervație a Biosferei UNESCO | 23°24′14″S 46°35′32″V / 23.40389°S 46.59222°V   |
|         | Parcul Național Urban Rouge (în engleză Rouge National Urban Park)                                               | Toronto                                      | Canada        | 2015      | 7.500,0             | Primul parc național urban și al doilea cel mai mare parc național din Canada, centrat în jurul râului Rouge | 43°48′30″N 79°09′00″V / 43.80833°N 79.15000°V   |
|         | Parcul South Mountain (în engleză South Mountain Park)                                                           | Phoenix, Arizona                             | Statele Unite |           | 6.589,0             | Include o zonă montană cu vegetație deșertică nativă | 33°20′10″N 112°04′10″V / 33.33611°N 112.06944°V |
|         | Parcul Serras do Porto (în portugheză Parque das Serras do Porto)                                                | Porto                                        | Portugalia    | 2017      | 5.974,0             | Parc montan cuprins în Zona Urbană Funcțională a orașului Porto, în municipalitățile Gondomar, Paredes și Valongo | 41°07′23″N 8°26′37″V / 41.12306°N 8.44361°V     |
|         | Changa Manga (în urdu چھانگا مانگا, transliterat: Chhanga manga)                                                 | Lahore                                       | Pakistan      | 1866      | 5.064,6             | Rezervație naturală și arie naturală protejată din Pakistan, adăpost pentru o serie de specii pe cale de dispariție, în trecut cea mai mare pădure artificială din lume | 31°05′00″N 73°58′00″E / 31.08333°N 73.96667°E   |
|         | Parcul Regional Appia Antica (în italiană Appia antica\|Parco regionale dell\|Appia antica)                      | Roma                                         | Italia        | 1988      | 4.580,0             | Cel mai mare parc urban din Uniunea Europeană, cuprinde majoritatea relicvelor Romei Antice care se găsesc în afara orașului și Via Appia, locație înscrisă în lista siturilor din Patrimoniul Mondial UNESCO | 41°51′51″N 12°30′57″E / 41.86417°N 12.51583°E   |
|         | Parcul Lee Valley (în engleză Lee Valley Park)                                                                   | Londra                                       | Regatul Unit  | 1967      | 4.046,9             | Cel mai mare parc urban situat în zona metropolitană Londra, urmează cursul râului Lea, conține mlaștinile Walthamstow, un sit de interes științific special | 51°41′50″N 0°00′58″V / 51.69722°N 0.01611°V     |
|         | Aria naturală de stat Government Canyon (în engleză Government Canyon State Natural Area)                        | San Antonio, Texas                           | Statele Unite | 2005      | 4.955,0             | Arie naturală protejată formată din zone deluroase accidentate și canioane tipice regiunii Texas Hill Country | 29°32′53″N 98°45′54″V / 29.54806°N 98.76500°V   |
|         | Parcul Național Tijuca (în portugheză Parque Nacional da Tijuca)                                                 | Rio de Janeiro                               | Brazilia      | 1961      | 3.958,4             | Cea mai mare pădure urbană din lume, parcul național contemporan și pădurile din jur sunt în mare parte rezultatul reîmpăduririi. În 2012, UNESCO a desemnat peisajele din jurul orașului Rio de Janeiro, inclusiv parcul, drept sit al Patrimoniului Mondial | 22°57′34″S 43°16′40″V / 22.95944°S 43.27778°V   |
|         | Marele Parc Ulsan (în coreeană 울산대공원, transliterat: Ulsandaegong-won)                                       | Ulsan                                        | Coreea de Sud | 2005      | 3.640,1             | Cel mai mare parc urban din Coreea de Sud, include un centru educațional despre natură, o grădină botanică, o grădină zoologică, o expoziție de fluturi vii, precum și numeroase locuri de joacă | 35°31′54″N 129°18′1″E / 35.53167°N 129.30028°E  |
|         | Parcul de stat Topanga (în engleză Topanga State Park)                                                           | Los Angeles                                  | Statele Unite | 1964      | 3.626,0             | Parcul statal face parte din zona de recreere națională mai amplă a Munților Santa Monica, parcul este cel mai mare parc urban situat în limite metropolitane din Statele Unite în afara statului Texas | 34°5′43″N 118°32′56″V / 34.09528°N 118.54889°V  |
|         | Pădurea Saint-Germain-en-Laye (în franceză Forêt de Saint-Germain-en-Laye)                                       | Ile-de-France                                | Franța        |           | 3.500,0             | Ocupă cea mai mare parte a terenului delimitat de o buclă largă a fluviului Sena, chiar la vest de centrul Parisului, găzduiește Castelul Nou St-Germain-en-Laye, reședință istorică a regilor Franței între 1659 și 1862, când Ludovic al XIV-lea a mutat curtea la Palatul Versailles, în timpul Revoluției Franceze din 1789, a devenit „fôret domaniale” (pădure de stat/publică) | 48°56′11″N 02°05′16″E / 48.93639°N 2.08778°E    |
|         | Parcul Provincial Namhansanseong (în coreeană 남한산성도립공원, transliterat: Namhansanseong-doripgongwon)       | Seongnam                                     | Coreea de Sud |           | 3.445,0             | Parc provincial care include fortăreața militară de pe muntele Namhansanseong, desemnat în 2014 drept sit al Patrimoniului Mondial UNESCO | 37°28′53″N 127°13′11″E / 37.48139°N 127.21972°E |
|         | Rezervația Ecologică și Istorică Timucuan (în engleză Timucuan Ecological and Historic Preserve)                 | Jacksonville, Florida                        | Statele Unite | 1988      | 3.184,9             | Rezervație națională care cuprinde zone umede și ape de suprafață, conține Fortul Caroline, Plantația Kingsley și situri arheologice pentru poporul Mocama, precum și o misiune spaniolă din sec. XVI | 30°27′16″N 81°27′00″V / 30.45444°N 81.45000°V   |
|         | Parcul Fleming (Missouri) [în engleză Fleming Park (Missouri)]                                                   | Blue Springs, Missouri                       | Statele Unite | 1960      | 3.160,2             | Cel mai mare parc din Jackson County, Missouri, include un muzeu de istorie în aer liber și două lacuri, Jacomo și Blue Springs | 38°58′37″N 94°19′28″V / 38.97694°N 94.32444°V   |
|         | Parcul George Bush (în engleză George Bush Park)                                                                 | Houston, Texas                               | Statele Unite | 1940      | 3.156,5             | Parcul a fost numit după George H. W. Bush, este în mare parte acoperit de păduri neamenajate în zona lacului de acumulare Barker, folosit în principal pentru controlul inundațiilor, include terenuri de sport, un poligon de tragere și o serie de locuri de joacă | 29°43′29″N 95°41′22″V / 29.72472°N 95.68944°V   |
|         | Parcul Newport News (în engleză Newport News Park)                                                               | Newport News, Virginia                       | Statele Unite |           | 3.120,5             | Cel mai mare parc municipal din estul Statelor Unite, situat în bazinul hidrografic din jurul lacului de acumulare Lee Hall, oferă locuri de campare, un poligon de tir cu arcul, un teren de frisbee golf și un centru educațional despre natură | 37°10′45″N 76°33′07″V / 37.17917°N 76.55194°V   |
|         | Rezervațiile North Mountain și Shaw Butte (în engleză North Mountain and Shaw Butte Preserves)                   | Phoenix, Arizona                             | Statele Unite |           | 3.035,1             | Două rezervații naturale adiacente de pe Muntele Phoenix | 33°35′37″N 112°04′48″V / 33.59361°N 112.08000°V |
|         | Pădurea Sénart (în franceză Forêt de Sénart)                                                                     | Ile-de-France                                | Franța        |           | 3.000,0             | Rezervație naturală, face parte din arcul de parcuri și păduri care înconjoară Parisul spre sud-est, mărginit de Sena la vest și de Aeroportul Orly la sud | 48°40′00″N 2°29′00″E / 48.66667°N 2.48333°E     |
|         | Parcul Regional Mission Trails (în engleză Mission Trails Regional Park)                                         | San Diego, California                        | Statele Unite | 1974      | 2.921,4             | Arie naturală protejată, cuprinde canioane accidentate, zone deluroase și cel mai înalt punct din San Diego, Muntele Cowles, include o zonă de alpinism, un centru pentru vizitatori, campingurile lacului Kumeyaay și barajul Old Mission | 32°49′40″N 117°03′04″V / 32.82778°N 117.05111°V |
|         | Parcul Regional Verkiai (în lituaniană Verkių regioninis parkas)                                                 | Vilnius                                      | Lituania      | 1992      | 2.711,4             | Arie naturală protejată în mare parte acoperită de păduri, situată în zonele Kalvarijos și Trinapolis ale orașului Vilnius, pe malul drept al râului Neris, include Lacurile Verzi și Palatul Verkiai | 54°47′11″N 25°17′53″E / 54.78639°N 25.29806°E   |
|         | Pădurea Memorială Jefferson (în engleză Jefferson Memorial Forest)                                               | Louisville, Kentucky                         | Statele Unite | 1946      | 2.432,6             | Rezervație forestieră întinsă de-a lungul dealului Muldraugh, include mai multe zone de recreere și camping | 38°03′51″N 85°48′23″V / 38.06417°N 85.80639°V   |
|         | Parcul de stat William B. Umstead (în engleză William B. Umstead State Park)                                     | Raleigh, Carolina de Nord                    | Statele Unite | 1937      | 2.257,7             | Parte a ecosistemului pădurilor mixte din sud-estul Statelor Unite, conține Zona Demonstrativă Recreativă Crabtree Creek (Monument Istoric Național al SUA), include o pădure protejată de fagi | 35°51′13″N 78°44′35″V / 35.85361°N 78.74306°V   |
|         | Parcul Bitțevski (în rusă Битцевский лес, transliterat: Bitțevski les)                                           | Moscova                                      | Rusia         | 1992      | 2.208,4             | Parcul este traversat de râurile Certanovka, Gorodnea și Bitța, găzduiește o serie de specii de animale și plante, precum și Muzeul Paleontologic din Moscova | 55°37′48″N 37°33′46″E / 55.63000°N 37.56278°E   |
|         | Pădurea Montmorency (în franceză Forêt de Montmorency)                                                           | Ile-de-France                                | Franța        |           | 2.200,0             | Pădure de stat la nord de Paris, pe valea râului Oise din Ile-de-France, face parte din centura forestieră care înconjoară Parisul | 49°01′48″N 2°17′33″E / 49.03000°N 2.29250°E     |
|         | Parcul Național El Tepeyac (în spaniolă Parque nacional El Tepeyac)                                              | Ciudad de Mexico                             | Mexic         |           | 2.153,7             | Parc național, cuprinde o pădure artificială de eucalipt din prima jumătate a sec. XX și părți din lanțul montan Sierra de Guadalupe, găzduiește Bazilica Maicii Domnului din Guadalupe | 19°30′11″N 99°06′24″V / 19.50306°N 99.10667°V   |
|         | Parcul Regional Pavilniai (în lituaniană Pavilnių regioninis parkas)                                             | Vilnius                                      | Lituania      | 1992      | 2.127,0             | Parc regional situat la est de centrul orașului Vilnius, pe malurile râului Vilnia, conține 11 arii naturale protejate, include fortăreața Pūčkoriai | 54°42′00″N 25°20′00″E / 54.70000°N 25.33333°E   |
|         | Parcul de stat Ahupua'a O Kahana (în engleză Ahupua'a O Kahana State Park)                                       | Honolulu, Hawaii                             | Statele Unite |           | 2.116,1             | Parcul statal este singurul de acest fel din Hawaii, se întinde de la golful Kahana până la vârful Puʻu Pauao, deținând o varietate de zone de vegetație | 21°32′06″N 157°52′19″V / 21.53500°N 157.87194°V |
|         | Forest Park (în engleză Forest Park)                                                                             | Portland, Oregon                             | Statele Unite | 1948      | 2.087,0             | Situat în ecoregiunea Coast Range, format în mare parte din pădure regenerată și câteva zone de pădure veche | 45°32′43″N 122°44′10″V / 45.54528°N 122.73611°V |
|         | Pădurea Marly (în franceză Forêt de Marly)                                                                       | Ile-de-France                                | Franța        |           | 2.000,0             | Pădure situată la vest de Paris, separă suburbia Versailles la sud de suburbia St-Germain-en-Laye la nord, se învecinează la sud cu pădurea St-Germain-en-Laye | 48°52′00″N 2°02′00″E / 48.86667°N 2.03333°E     |
|         | Parcul Eagle Creek (în engleză Eagle Creek Park)                                                                 | Indianapolis, Indiana                        | Statele Unite | 1972      | 1.928,7             | Cel mai mare parc urban din Indianapolis, include un amfiteatru, zone de pescuit, facilități sportive, un port de agrement, o plajă, un poligon de tir, un centru de ornitologie și o rezervație de păsări | 39°51′20″N 86°17′39″V / 39.85556°N 86.29417°V   |
|         | Parcul Bicentenar Far North (în engleză Far North Bicentennial Park)                                             | Anchorage, Alaska                            | Statele Unite |           | 1.821,1             | Cel mai mare parc din Anchorage, Alaska, include domeniul schiabil Hilltop și Grădina Botanică din Alaska | 61°09′17″N 149°44′53″V / 61.15472°N 149.74806°V |
|         | Parcul Shelby Farms (în engleză Shelby Farms)                                                                    | Memphis, Tennessee                           | Statele Unite | 1970      | 1.821,1             | Parcul cuprinde lacuri, păduri naturale și zone umede, care oferă habitate pentru o serie de specii, a fost fermă corecțională între 1929 și 1964, transformat în parc public în anii 1970 | 35°08′20″N 89°49′57″V / 35.13889°N 89.83250°V   |
|         | Parcul lacului de acumulare Calero (în engleză Calero Reservoir County Park)                                     | San Jose, California                         | Statele Unite |           | 1.809,3             | Parcul înconjoară lacul de acumulare Calero din California | 37°10′23″N 121°46′28″V / 37.17306°N 121.77444°V |
|         | Parcul Metropolitan Santiago (în spaniolă Parque Metropolitano de Santiago)                                      | Santiago de Chile                            | Chile         | 1922      | 1.784,7             | Cel mai mare parc urban din Chile, include Grădina Zoologică Națională Chiliană, Grădina Botanică Chagual, piscine publice și Sanctuarul de pe dealul San Cristóbal | 33°25′25″S 70°37′57″V / 33.42361°S 70.63250°V   |
|         | Zona sălbatică Blue Mountain-Birch Cove Lakes (în engleză Blue Mountain-Birch Cove Lakes Wilderness Area)        | Halifax, Nova Scotia                         | Canada        | 2009      | 1.767,0             | Una dintre cele 40 de zone sălbatice desemnate din provincia Nova Scotia | 44°40′13″N 63°43′15″V / 44.67028°N 63.72083°V   |
|         | Parcul de stat False Cape (în engleză False Cape State Park)                                                     | Virginia Beach, Virginia                     | Statele Unite | 1968      | 1.748,6             | Arie naturală protejată situată pe peninsula Currituck Banks, o linie de coastă între Currituck Sound și Oceanul Atlantic, include un centru pentru vizitatori și facilități de camping | 36°35′16″N 75°53′03″V / 36.58778°N 75.88417°V   |
|         | Parcul Casa de Campo (în spaniolă Casa de Campo)                                                                 | Madrid                                       | Spania        | sec. XVI  | 1.724,0             | Fost teren regal de vânătoare, cel mai mare parc urban din Madrid, include Parcul de distracții din Madrid, Madrid Arena și Grădina Zoologică din Madrid | 40°25′22″N 3°45′21″V / 40.42278°N 3.75583°V     |
|         | Parcul Griffith (în engleză Griffith Park)                                                                       | Los Angeles, California                      | Statele Unite | 1896      | 1.706,6             | Al doilea cel mai mare parc administrat de o municipalitate din California, găzduiește Canionul Bronson, Observatorul Griffith și Grădina Zoologică din Los Angeles | 34°08′00″N 118°18′00″V / 34.13333°N 118.30000°V |
|         | Parcul Fairmount (în engleză Fairmount Park)                                                                     | Philadelphia, Pennsylvania                   | Statele Unite | 1812      | 1.686,3             | Parcul este traversat de râul Schuylkill, include o serie de proprietăți istorice, precum stația de apă Fairmount, inclusă în Registrul Național al Locurilor Istorice din SUA în 1972 | 39°58′17″N 75°11′12″V / 39.97139°N 75.18667°V   |
|         | Parcul Izmailovski (în rusă Измайловский парк, transliterat: Izmailovski park)                                   | Moscova                                      | Rusia         | 1931      | 1.608,1             | Parc situat în districtul Izmailovo din Moscova, include pădurea Izmailovski, două roți panoramice, un parc de distracții, un cinematograf, o piscină, un delfinariu și mai multe facilități sportive | 55°46′48″N 37°46′48″E / 55.78000°N 37.78000°E   |
|         | Parcul de stat Pumpkin Hill Creek Preserve (în engleză Pumpkin Hill Creek Preserve State Park)                   | Jacksonville, Florida                        | Statele Unite |           | 1.576,7             | Rezervație naturală de stat întreținută de Guvernul Floridei | 30°27′56″N 81°29′12″V / 30.46556°N 81.48667°V   |
|         | Parcul Municipal Walter E Long (în engleză Walter E Long Municipal Park)                                         | Austin, Texas                                | Statele Unite |           | 1.503,4             | Parcul, situat la periferia orașului Austin, înconjoară lacul Walter E. Long | 30°16′46″N 97°36′07″V / 30.27944°N 97.60194°V   |
|         | Parcul Bidwell (în engleză Bidwell Park)                                                                         | Chico, California                            | Statele Unite | 1905      | 1.485,2             | Parcul este împărțit de Manzanita Avenue în două secțiuni, cea superioară are un teren abrupt, cu puțin sol și prezintă o gresie unică, „formațiunea Chico”, cea inferioară este plată, acoperită de un număr mare de copaci | 39°46′11″N 121°46′44″V / 39.76972°N 121.77889°V |
|         | Centrul și Refugiul Natural Fort Worth (în engleză Fort Worth Nature Center and Refuge)                          | Fort Worth, Texas                            | Statele Unite | 1964      | 1.482,0             | Parc municipal situat pe malurile lacului de acumulare Worth, cuprinde prerii, păduri și zone umede, adăpostește o turmă de bizoni americani, reintroduși în 1973 | 32°49′38″N 97°28′44″V / 32.82722°N 97.47889°V   |
|         | Parcul Lacului Mountain Creek (în engleză Mountain Creek Lake Park)                                              | Dallas, Texas                                | Statele Unite | 1962      | 1.474,3             | Parc regional situat pe malurile lacului Mountain Creek | 32°41′35″N 96°58′29″V / 32.69306°N 96.97472°V   |
|         | Pădurea Armainvilliers (în franceză Forêt d'Armainvilliers)                                                      | Ile-de-France                                | Franța        |           | 1.450,0             | Fost domeniu de vânătoare al Castelului Armainvilliers, la est de Paris, parte a centurii forestiere care înconjoară Parisul | 48°46′41″N 2°42′33″E / 48.77806°N 2.70917°E     |
|         | Parcul Bays Mountain (în engleză en:) (în engleză Bays Mountain Park)                                            | Kingsport, Tennessee                         | Statele Unite | 1965      | 1.450,8             | Situat pe Muntele Bays, parcul dispune de un centru educațional despre natură, un muzeu agricol, un herpetarium (expoziție de reptile vii) și un planetariu, găzduiește o haită de lupi cenușii, reintroduși în 1992 | 36°32′50″N 82°33′43″V / 36.54722°N 82.56194°V   |
|         | Refugiul Național pentru Fauna Sălbatică Plum Tree Island (în engleză Plum Tree Island National Wildlife Refuge) | Poquoson, Virginia                           | Statele Unite | 1972      | 1.416,8             | Arie naturală protejată situată în Golful Chesapeake, la jumătatea Căilor de migrație Atlantice | 37°08′24″N 76°19′48″V / 37.14000°N 76.33000°V   |
|         | Parcul Bonita Lakes (în engleză Bonita Lakes Park)                                                               | Meridian, Mississippi                        | Statele Unite |           | 1.401,0             | Parcul înconjoară lacul de acumulare Bonita | 32°21′49″N 88°39′54″V / 32.36361°N 88.66500°V   |
|         | Rezervația Naturală North Landing River (în engleză North Landing River Natural Area Preserve)                   | Virginia Beach, Virginia                     | Statele Unite | 1990      | 1.392,1             | Prima rezervație din Sistemul de Rezervații Naturale din Virginia, alcătuită în mare parte din zone umede | 36°38′30″N 76°04′56″V / 36.64167°N 76.08222°V   |
|         | Parcul Pippy (în engleză Pippy Park)                                                                             | St. John's, Newfoundland                     | Canada        |           | 1.375,9             | Include terenuri de golf, facilități de camping, precum și campusul principal al Universității Memoriale din Newfoundland | 47°34′57″N 52°44′00″V / 47.58250°N 52.73333°V   |
|         | Parcul Provincial Fish Creek (în engleză Fish Creek Provincial Park)                                             | Calgary, Alberta                             | Canada        | 1975      | 1.348,0             | Parcul provincial este al patrulea parc urban ca mărime din Canada și cel mai mare la vest de Ontario, include zone de picnic și camping, zone împădurite, un lac artificial și un centru pentru vizitatori | 50°55′18″N 114°03′29″V / 50.92167°N 114.05806°V |
|         | Parcul și terenul de golf Mohawk (în engleză Mohawk Park and Golf Course)                                        | Tulsa, Oklahoma                              | Statele Unite |           | 1.254,5             | Parcul găzduiește Grădina Zoologică din Tulsa, Centrul Natural Oxley, lacul Yahola, un teren de golf și un teren de fotbal adăugat în 2013 | 36°12′53″N 95°55′24″V / 36.21472°N 95.92333°V   |
|         | Rezervația Brecksville (în engleză Brecksville Reservation)                                                      | Brecksville, Ohio                            | Statele Unite | 1930      | 1.224,6             | Rezervația este cel mai mare parc urban din statul Ohio, include pârâul Chippewa | 41°18′23″N 81°36′29″V / 41.30639°N 81.60806°V   |
|         | Pădurea Łagiewnicki (în poloneză pl:Las Łagiewnicki)                                                             | Łódź                                         | Polonia       |           | 1.205,0             | Cea mai mare zonă de recreere din oraș și unul dintre cele mai mari zone forestiere din interiorul unui oraș din Europa | 51°49′00″N 19°29′00″E / 51.81667°N 19.48333°E   |
|         | Pădurea Meudon (în franceză Forêt de Meudon)                                                                     | Ile-de-France                                | Franța        |           | 1.200,0             | Pădurea pornește din colțul sud-vestic al Parisului, fiind învecinată cu suburbiile Meudon și Sèvres și se întinde spre vest până la Versailles | 48°48′03″N 2°12′32″E / 48.80083°N 2.20889°E     |
|         | Parcul de stat Natal Dunes (în portugheză Parque Estadual Dunas de Natal)                                        | Natal, Rio Grande do Norte                   | Brazilia      | 1977      | 1.172,0             | Parcul statal protejează o zonă de Pădure Atlantică și dune, include un centru pentru vizitatori, un centru de cercetare, un amfiteatru, un lac artificial și o pepinieră pentru speciile arboricole native din parc | 5°49′12″S 35°11′16″V / 5.82000°S 35.18778°V     |
|         | Parcul Cocó (în portugheză Parque Estadual do Cocó)                                                              | Fortaleza, Ceará                             | Brazilia      | 1977      | 1.155,4             | Arie naturală protejată a ecosistemului mangrovelor, găzduiește o serie de specii de animale și plante amenințate | 3°45′23″S 38°29′32″V / 3.75639°S 38.49222°V     |
|         | Parcul (în engleză Nose Hill Park)                                                                               | Calgary, Alberta                             | Canada        | 1980      | 1.127,0             | Situat în nord-vestul orașului Calgary, parcul a fost desemnat ca arie protejată, face parte din ecosistemul de pajiște acoperită de păiuș aspru (Festuca altaica) | 3°44′40″S 38°29′08″V / 3.74444°S 38.48556°V     |
|         | Parcul Pelham Bay (în engleză Pelham Bay Park)                                                                   | New York City                                | Statele Unite | 1888      | 1.121,8             | Cel mai mare parc din New York City, include peninsula Rodman's Neck, Insulele Gemene (Hunter și Twin), singura plajă publică din New York City (Orchard Beach) și o clădire istorică, Bartow-Pell Mansion, înscrisă în U.S. National Register of Historic Places | 40°52′12″N 73°48′36″V / 40.87000°N 73.81000°V   |
|         | Parcul Forestier Monsanto (în portugheză Parque Florestal de Monsanto)                                           | Lisabona                                     | Portugalia    | 1934      | 1.000,0             | Pădure protejată, cu un număr mare de specii introduse prin reîmpădurire, o mare parte din vegetația originală a parcului a fost distrusă de utilizarea agricolă intensivă | 38°43′47″N 9°11′39″V / 38.72972°N 9.19417°V     |
|         | Pădurea Vincennes (în franceză Bois de Vincennes)                                                                | Paris                                        | Franța        | 1866      | 993,9               | Creat de Napoleon al III-lea, parcul este cel mai mare din Paris, include o grădină peisagistică englezească cu patru iazuri, Arboretumul Școlii de Breuil, Parcul floral din Paris și Grădina Zoologică din Paris | 48°49′41″N 2°25′59″E / 48.82806°N 2.43306°E     |
|         | Rezervația Los Peñasquitos Canyon (în engleză Los Peñasquitos Canyon Preserve)                                   | San Diego, California                        | Statele Unite |           | 973,3               | Parcul găzduiește Rancho Santa Maria de Los Peñasquitos, o casă din chirpici construită în anii 1820 și o serie de specii de plante și animale, precum cerbul-catâr, râsul roșu, coiotul și iepurele. Un atac rar al unei pume a avut loc în mai 2019 | 32°56′00″N 117°10′10″V / 32.93333°N 117.16944°V |
|         | Parcul Sutton (în engleză Sutton Park)                                                                           | Birmingham, West Midlands                    | Regatul Unit  |           | 971,2               | Rezervație naturală națională a Regatului Unit formată din zone umede, mlaștini, lacuri și păduri străvechi, include terenuri de golf, locuri de joacă și restaurante | 52°33′42″N 1°51′14″V / 52.56167°N 1.85389°V     |
|         | Parcul Național Kislovodsk (în rusă Кисловодский национальный парк, transliterat: Kislovodski naționalnîi park)  | Kislovodsk, Ținutul Stavropol                | Rusia         | 1823      | 965,8               | Situat în regiunea de stațiuni și recreere din sudul Rusiei, posedă o bogată diversitate naturală și izvoare minerale, declarat parc național în 2016 | 43°53′42″N 42°43′34″E / 43.89500°N 42.72611°E   |
|         | Parcul Beaman (în engleză Beaman Park)                                                                           | Nashville, Tennessee                         | Statele Unite |           | 959,1               | Parte a Pădurii Hill, situată în Nashville, una dintre cele mai mari suprafețe de pădure netăiată din orice zonă urbană din Statele Unite | 36°15′33″N 86°55′09″V / 36.25917°N 86.91917°V   |
|         | Parcul Richmond (în engleză Richmond Park)                                                                       | Londra                                       | Regatul Unit  | sec. XVII | 955,1               | Cel mai mare dintre Parcurile Regale din Londra, considerat rezervație naturală națională, sit de interes științific special, zonă specială de conservare și inclus în Registrul istoric al parcurilor din Anglia | 51°26′58″N 0°16′26″V / 51.44944°N 0.27389°V     |
|         | Parcul Black Mountain Open Space (în engleză Black Mountain Open Space Park)                                     | San Diego, California                        | Statele Unite |           | 951,8               | Parcul acoperă zonele Black Mountain Ranch și Rancho Peñasquitos din nordul orașului San Diego, zona pe care o ocupă parcul a gazduit mine de arsenic și aur | 32°58′54″N 117°06′58″V / 32.98167°N 117.11611°V |
|         | Parcul Anhanguera (în portugheză Parque Anhanguera)                                                              | São Paulo                                    | Brazilia      | 1979      | 950,0               | Cel mai mare parc municipal din São Paulo | 23°25′06″S 46°46′53″V / 23.41833°S 46.78139°V   |
|         | Pădurea Amsterdam (în neerlandeză Amsterdamse Bos)                                                               | Amsterdam                                    | Țările de Jos | 1930      | 934,8               | Situat între sudul capitalei Amsterdam și Amstelveen, găzduiește o serie de parcuri, cluburi sportive, grădini și monumente comemorative | 52°18′39″N 4°49′57″E / 52.31083°N 4.83250°E     |
|         | Centrul Wascana (în engleză Wascana Centre)                                                                      | Regina, Saskatchewan                         | Canada        | 1912      | 930,8               | Înființat oficial în 1962, parcul a fost proiectat în jurul clădirii legislative provinciale din Saskatchewan, dispune de un lac de 200 ha, o pădure urbană și facilități recreative, artistice, culturale, educaționale, de mediu și guvernamentale | 50°25′57″N 104°36′25″V / 50.43250°N 104.60694°V |
|         | Rezervația Mill Stream Run (în engleză Mill Stream Run Reservation)                                              | Strongsville, Ohio                           | Statele Unite |           | 905,7               | Rezervație metropolitană situată în Cuyahoga County, Ohio | 41°19′05″N 81°48′11″V / 41.31806°N 81.80306°V   |
|         | Parcul Steele Creek (în engleză Steele Creek Park)                                                               | Bristol, Tennessee                           | Statele Unite |           | 900,0               | Parc situat în Sullivan County, Tennessee | 36°34′32″N 82°12′52″V / 36.57556°N 82.21444°V   |
|         | Rezervația Lynn Woods (în engleză Lynn Woods Reservation)                                                        | Lynn, Massachusetts                          | Statele Unite | 1889      | 890,3               | Parcul cuprinde aproape o cincime din suprafața orașului, în 1996 întreaga rezervație a fost adăugată ca district istoric în Registrul Național al Locurilor Istorice | 42°29′21″N 70°59′13″V / 42.48917°N 70.98694°V   |
|         | Parcul Rockwood (în engleză Rockwood Park)                                                                       | Saint John, New Brunswick                    | Canada        |           | 890,3               | Situat în zona estică a zonei Saint John's North End, parte a ecoregiunii mai extinse a Pădurilor acadiene din New England, include zone deluroase, peșteri și mai multe lacuri de apă dulce | 45°18′16″N 66°03′34″V / 45.30444°N 66.05944°V   |
|         | Parcul Bear Creek Pioneers (în engleză Bear Creek Pioneers Park)                                                 | Houston, Texas                               | Statele Unite | 1965      | 877,4               | Situat în Harris County, acoperă o porțiune din Lacul de acumulare Addicks, include o mică grădină zoologică, locuri de joacă, facilități sportive și zone de picnic | 29°49′29″N 95°37′29″V / 29.82472°N 95.62472°V   |
|         | Pădurea Chapultepec (în spaniolă Bosque de Chapultepec)                                                          | Ciudad de Mexico                             | Mexic         |           | 866,4               | Parcul este împărțit în trei secțiuni, include Castelul Chapultepec, Grădina Zoologică Chapultepec, Muzeul Național de Antropologie și Muzeul Rufino Tamayo | 19°24′47″N 99°11′52″V / 19.41306°N 99.19778°V   |
|         | Pădurea Boulogne (în franceză Bois de Boulogne)                                                                  | Paris                                        | Franța        | 1852      | 845,8               | Conține mai multe grădini, precum Jardin des Serres d'Auteuil, facilități sportive, castelul Bagatelle, parcul de distracții Jardin d'Acclimatation și hipodromul Longchamp | 48°51′53″N 2°15′03″E / 48.86472°N 2.25083°E     |
|         | Parcul Regional Tilden (în engleză Tilden Regional Park)                                                         | Berkeley, California                         | Statele Unite |           | 841,3               | Acoperă câteva văi împădurite, găzduiește o grădină botanică, un carusel și o mocăniță | 37°53′41″N 122°14′30″V / 37.89472°N 122.24167°V |
|         | Parcul Forestier de Cultură și Recreere (Myślęcinek) [în poloneză Leśny Park Kultury i Wypoczynku (Myślęcinek)]  | Bydgoszcz, Voievodatul Cuiavia și Pomerania  | Polonia       | 1975      | 830,0               | Cel mai mare parc urban din Polonia, zona nordică include o pârtie cu teleschi, o grădină botanică, un centru de educație ecologică, rezervația naturală „Zacisze” cu iazuri în cascadă și păduri centenare de fag și stejar, partea estică include o grădină zoologică, un parc de distracții, restaurante, un hotel, facilități turistice                                           | 53°09′41″N 18°00′50″E / 53.16139°N 18.01389°E   |
|         | Zona de recreere Sepulveda Basin (în engleză Sepulveda Basin Recreation Area)                                    | Los Angeles, California                      | Statele Unite |           | 821,9               | Parc municipal, programat să găzduiască probe de motocros, skateboarding și tir cu arcul la Jocurile Olimpice de vară din 2028 | 34°10′26″N 118°30′11″V / 34.17389°N 118.50306°V |
|         | Parcul de stat al insulei Galveston (în engleză Galveston Island State Park)                                     | Galveston, Texas                             | Statele Unite | 1975      | 814,6               | Parcul statal acoperă dune, estuare, zone umede, iazuri și plaje, pe teritoriul parcului se găsește un camping | 29°11′56″N 94°57′22″V / 29.19889°N 94.95611°V   |
|         | Ada Ciganlija (în sârbă Ада Циганлија, transliterat: Ada Ciganlija)                                              | Belgrad                                      | Serbia        |           | 800,0               | Parc municipal din suburbia Čukarica, acoperă o parte a lacului artificial Sava și insula fluvială alungită omonimă de pe râul Sava din Belgrad care a fost transformată artificial într-o peninsulă | 44°47′35″N 20°24′45″E / 44.79306°N 20.41250°E   |
|         | Zona naturală Smith și Bybee Wetlands (în engleză Smith and Bybee Wetlands Natural Area)                         | Portland, Oregon                             | Statele Unite |           | 798,4               | Una dintre cele mai mari zone umede urbane cu apă dulce din Statele Unite, cu un sistem artificial de control al apei care ajută la întreținerea sa, asigură habitat pentru o mare varietate de animale sălbatice, inclusiv castori, vulturi pleșuvi și țestoase pictate vestice | 45°37′02″N 122°46′42″V / 45.61722°N 122.77833°V |
|         | Parcul Lacului White Rock (în engleză White Rock Lake Park)                                                      | Dallas, Texas                                | Statele Unite |           | 789,9               | Parcul înconjoară lacul de acumulare White Rock, găzduiește Centrul Cultural Bath House și Grădina Botanică din Dallas | 32°51′11″N 96°43′44″V / 32.85306°N 96.72889°V   |
|         | Parcul Regional Pacific Spirit (în engleză Pacific Spirit Regional Park)                                         | University Endowment Lands, British Columbia | Canada        | 1975      | 762,8               | Rezervație naturală provincială situată la vest de Vancouver, înconjoară terenurile campusului Universității British Columbia și include mai multe plaje | 49°15′00″N 123°12′36″V / 49.25000°N 123.21000°V |
|         | Parcul Sandwell Valley (în engleză Sandwell Valley Park)                                                         | West Bromwich și Birmingham                  | Regatul Unit  |           | 760,0               | Parte a centurii verzi a comitatului West Midlands, Sandwell Valley a constituit o proprietate unitară încă din Evul Mediu, când a fost dată inițial călugărilor de la Mănăstirea Sandwell, iar ulterior a fost vândută Contelui de Dartmouth, care la rândul său a vândut-o Consiliului West Bromwich în 1947                                                                        | 52°31′16″N 1°58′22″V / 52.52111°N 1.97278°V     |
|         | Parcul Swope (în engleză Swope Park)                                                                             | Kansas City, Missouri                        | Statele Unite | 1896      | 730,5               | Parcul a fost donat orașului în 1896, găzduiește Satul de fotbal Swope, Terenul de golf Swope Memorial, Teatrul Starlight și Parcul zoologic Kansas City | 39°00′28″N 94°32′05″V / 39.00778°N 94.53472°V   |
|         | Rezervația Naturală de Stat Torrey Pines (în engleză Torrey Pines State Natural Reserve)                         | San Diego, California                        | Statele Unite |           | 728,4               | Rezervație naturală de stat desemnată ca reper natural național al SUA în 1977, formată dintr-un platou stâncos care domină plaja Torrey Pines și o lagună, constituie habitatul celei mai rare varietăți de pin din America de Nord, pinul Torrey (Pinus torreyana torreyana) | 32°55′16″N 117°15′11″V / 32.92111°N 117.25306°V |
|         | Parcul Hubbard (Meriden, Connecticut) [în engleză Hubbard Park (Meriden, Connecticut)]                           | Meriden, Connecticut                         | Statele Unite |           | 728,4               | Situat pe o creastă montană împădurită care domină orașul, a fost inclus în Registrul Național al Locurilor Istorice din SUA în 1997 | 41°33′47″N 72°50′06″V / 41.56306°N 72.83500°V   |
|         | Centura verde Staten Island (în engleză Staten Island Greenbelt)                                                 | New York City                                | Statele Unite |           | 719,5               | Centura verde este un sistem de parcuri și zone naturale continue de pe Staten Island, conține dealuri împădurite care se întind de-a lungul secțiunii centrale a insulei, în timp ce zonele umede și iazurile ocupă majoritatea zonelor joase | 40°35′18″N 74°08′21″V / 40.58833°N 74.13917°V   |
|         | Centura verde Barton Creek (în engleză Barton Creek Greenbelt)                                                   | Austin, Texas                                | Statele Unite | 1974      | 716,7               | Centura verde este o întindere de teren public și spațiu verde de-a lungul pârâului Barton, un afluent al fluviului Colorado, include un teren stâncos de calcar și Peștera Piloților | 30°14′42″N 97°47′56″V / 30.24500°N 97.79889°V   |
|         | Parcul de stat Little Talbot Island (în engleză Little Talbot Island State Park)                                 | Jacksonville, Florida                        | Statele Unite | 1952      | 715,5               | Parcul statal acoperă întreaga insulă, include păduri, dune și mlaștini sărate în partea de vest a insulei, un camping și pavilioane de picnic | 30°27′07″N 81°25′08″V / 30.45194°N 81.41889°V   |
|         | Parcul Phoenix (în engleză Phoenix Park)                                                                         | Dublin                                       | Irlanda       | 1662      | 712,2               | Parc urban împrejmuit, include Castelul Ashtown, Grădina Zoologică din Dublin și Monumentul Wellington | 53°21′21″N 6°19′47″V / 53.35583°N 6.32972°V     |
|         | Parcul Mission Bay (în engleză Mission Bay Park)                                                                 | San Diego, California                        | Statele Unite | sec. XIX  | 710,6               | Cel mai mare parc acvatic artificial din Statele Unite, include terenuri de golf, un centru pentru vizitatori, SeaWorld San Diego și parcul de distracții Belmont | 32°46′21″N 117°13′49″V / 32.77250°N 117.23028°V |
|         | Parcul Rock Creek (în engleză Rock Creek Park)                                                                   | Washington, D.C.                             | Statele Unite | 1897      | 709,8               | Parcul este parte a cadranului nord-vestic al orașului Washington, D.C., de-a lungul văii Rock Creek, afluent al fluviului Potomac, inclus în Registrul Național al Locurilor Istorice din SUA în 1991 | 38°57′05″N 77°03′00″V / 38.95139°N 77.05000°V   |
|         | Parcul de stat Big Talbot Island (în engleză Big Talbot Island State Park)                                       | Jacksonville, Florida                        | Statele Unite | 1982      | 691,2               | Rezervație naturală al cărei peisaj de coastă și plajă sunt unice în Florida, fiind formate din depozite de sol sedimentar asemănătoare rocilor | 30°28′59″N 81°26′24″V / 30.48306°N 81.44000°V   |
|         | Parcul Monza (în italiană Parco di Monza)                                                                        | Monza, Lombardia                             | Italia        | 1808      | 732,0               | Parcul a fost inițial parte a domeniului Vilei Regale din Monza și este al treilea cel mai mare parc împrejmuit cu ziduri (14 km lungime) din Europa, conține peluze, zone împădurite și pista de curse Autodromo Nazionale di Monza | 45°36′07″N 9°17′02″E / 45.60194°N 9.28389°E     |
|         | Parcul Burns (în engleză Burns Park)                                                                             | North Little Rock, Arkansas                  | Statele Unite |           | 688,0               | Parcul dispune de două terenuri de golf, parcul de distracții Funland, facilități sportive și o zonă de camping | 34°47′49″N 92°18′38″V / 34.79694°N 92.31056°V   |
|         | Parcul Oglebay (în engleză Oglebay Park)                                                                         | Wheeling, Virginia de Vest                   | Statele Unite | 1928      | 667,7               | Parcul include mai multe facilități sportive, grădini, o piscină, o grădină zoologică, un planetariu, o seră și Muzeul Conacului, clădire inclusă în Registrul Național al Locurilor Istorice din SUA | 40°06′07″N 80°40′08″V / 40.10194°N 80.66889°V   |
|         | Parcul de stat Fort Harrison (în engleză Fort Harrison State Park)                                               | Lawrence, Indiana                            | Statele Unite | 1996      | 663,7               | Parcul statal ocupă fostul amplasament al Fortului Benjamin Harrison, găzduiește Muzeul Războiului din Secolul XX, un han și o stațiune de golf | 39°52′00″N 86°01′00″V / 39.86667°N 86.01667°V   |
|         | Parcul Lacului Leatherwood (în engleză Lake Leatherwood Park)                                                    | Eureka Springs, Arkansas                     | Statele Unite | 1942      | 655,6               | Parcul acoperă împrejurimile lacului artificial Leatherwood, a fost listat în Registrul Național al Locurilor Istorice din SUA în 1998 | 36°26′07″N 93°45′37″V / 36.43528°N 93.76028°V   |
|         | Parcul Pennypack (în engleză Pennypack Park)                                                                     | Philadelphia, Pennsylvania                   | Statele Unite |           | 654,8               | Include păduri, pajiști, zone umede și pârâul Pennypack, găzduiește Biserica Baptistă Pennepack și podul Frankford Avenue, cel mai vechi pod încă în uz din Statele Unite | 40°03′28″N 75°01′24″V / 40.05778°N 75.02333°V   |
|         | Parcul Liniar Manzanares (în spaniolă Parque Lineal del Manzanares)                                              | Madrid                                       | Spania        | 1998      | 650,0               | Parc situat de-a lungul râului Manzanares, include un amfiteatru și o zonă de sport | 40°22′42″N 3°41′13″V / 40.37833°N 3.68694°V     |
|         | Parcul Regional al Barajului Adobe (în engleză Adobe Dam Regional Park)                                          | Phoenix, Arizona                             | Statele Unite |           | 617,6               | Parc regional situat în comitatul Maricopa, | 33°41′23″N 112°09′03″V / 33.68972°N 112.15083°V |
|         | Parcul Red Mountain (în engleză Red Mountain Park)                                                               | Birmingham, Alabama                          | Statele Unite | 2012      | 607,0               | Parcul cuprinde o secțiune a Red Mountain, o creastă proeminentă care trece prin Birmingham, găzduiește o serie de mine închise, folosite în trecut de industria orașului | 33°27′00″N 86°51′50″V / 33.45000°N 86.86389°V   |
|         | Parcul Water Works (în engleză Water Works Park)                                                                 | Des Moines, Iowa                             | Statele Unite |           | 607,0               | Parcul este situat de-a lungul râului Raccoon, include o zonă de picnic, adăpostește Arboretumul Arie den Boer, cu una dintre cele mai mari colecții de merișori (Malus) din lume | 41°33′00″N 93°39′00″V / 41.55000°N 93.65000°V   |
|         | Parcul Presidio din San Francisco (în engleză Presidio of San Francisco Park)                                    | San Francisco, California                    | Statele Unite |           | 603,4               | Parcul face parte din Zona Națională de Recreere Golden Gate. Inițial un fort militar spaniol (1776), a fost preluat de Armata SUA în 1846 și a fost listat ca Monument Istoric Național în Registrul Național al Locurilor Istorice din SUA în 1962 | 37°47′53″N 122°27′57″V / 37.79806°N 122.46583°V |
|         | Parcul Zoologic Arignar Anna (în tamilă அறிஞர் அண்ணா விலங்கியல் பூங்கா, transliterat: Aṟiñar aṇṇā vilaṅkiyal pūṅkā)         | Chennai, Tamil Nadu                          | India         | 1855      | 603,0               | Cea mai mare grădină zoologică din India, cu obiectivul de a fi un depozit al faunei statului, include un centru de salvare și reabilitare, un centru de reproducere, un spital veterinar | 12°53′24″N 80°06′00″E / 12.89000°N 80.10000°E   |
|         | Parcul Prater (în germană Wiener Prater)                                                                         | Viena                                        | Austria       | 1766      | 600,0               | Parcul include parcul de distracții Wurstelprater, un planetariu și un muzeu. Achiziționat în 1560 ca teren de vânătoare pentru împăratul Maximilian al II-lea, parcul a fost deschis publicului în 1766 | 48°12′58″N 16°23′44″E / 48.21611°N 16.39556°E   |
|         | Parcul Wilderness (în engleză Wilderness Park)                                                                   | Lincoln, Nebraska                            | Statele Unite |           | 595,7               | Parcul include zone dens împădurite, dar și unele zone de prerie. Din cauza curgerii neregularizate a pârâului Salt Creek din zonă, configurația parcului se schimbă în timp | 40°45′05″N 96°43′01″V / 40.75139°N 96.71694°V   |
|         | Pădurea Mount Airy (în engleză Mount Airy Forest)                                                                | Cincinnati, Ohio                             | Statele Unite | 1911      | 595,3               | Subiect al unuia dintre primele proiecte de reîmpădurire urbană din Statele Unite, parcul a fost listat în Registrul Național al Locurilor Istorice din SUA în 2010 | 39°09′41″N 84°34′46″V / 39.16139°N 84.57944°V   |
|         | Parcul Memorial din Houston (în engleză Memorial Park)                                                           | Houston, Texas                               | Statele Unite |           | 593,3               | Delimitat pe două laturi de secțiunea de nord-vest a Autostrăzii Interstatale 610, găzduiește o serie de facilități sportive, precum și Arboretumul și Centrul Natural din Houston | 29°45′53″N 95°26′28″V / 29.76472°N 95.44111°V   |
|         | Parcul Kincaid (în engleză Kincaid Park)                                                                         | Anchorage, Alaska                            | Statele Unite |           | 571,0               | Parcul găzduiește mai multe trasee de schi nordic, un teren de golf, terenuri de fotbal și un amplasament dezactivat pentru rachete antiaeriene | 61°09′15″N 150°03′22″V / 61.15417°N 150.05611°V |
|         | Parcul englezesc din München (în germană Englischer Garten)                                                      | München, Bavaria                             | Germania      | 1792      | 566,6               | Creat ca o grădină englezească, parcul se întinde între centrul și limita de nord-est a orașului München, are o zonă verde de 375 ha situată pe malul vestic al râului Isar, include un amfiteatru, un turn și o casă de ceai japoneze, în timpul Jocurilor Olimpice de vară din 1972 a găzduit competițiile de tir cu arcul și maraton                                               | 48°09′10″N 11°35′31″E / 48.15278°N 11.59194°E   |
|         | Parcul de stat Sacred Falls (în engleză Sacred Falls State Park)                                                 | Honolulu, Hawaii                             | Statele Unite |           | 556,0               | Parcul statal acoperă o vale cu stânci abrupte, pâraie și cascade, a fost închis publicului în 1999 după o cădere de pietre | 21°34′24″N 157°54′50″V / 21.57333°N 157.91389°V |
|         | Parcul Forestier din St. Louis [în engleză Forest Park (St. Louis)]                                              | St. Louis, Missouri                          | Statele Unite | 1876      | 554,8               | Parcul este situat în centrul civic, găzduiește Muzeul de Istorie din Missouri, Muzeul de Artă din Saint Louis, Centrul de Știință din Saint Louis, Grădina Zoologică din Saint Louis și teatrul Muny | 38°38′20″N 90°17′05″V / 38.63889°N 90.28472°V   |
|         | Parcul Silezian (în poloneză Park Śląski)                                                                        | Chorzów, Silezia                             | Polonia       | 1950      | 535,0               | Complex de recreere care include grădini, un planetariu, un stadion, o grădină zoologică și un parc de distracții | 50°17′09″N 18°58′10″E / 50.28583°N 18.96944°E   |
|         | Grădina Zeilor (în engleză Garden of the Gods)                                                                   | Colorado Springs, Colorado                   | Statele Unite |           | 533,8               | Arie naturală protejată, include straturi sedimentare de gresii roșii, roz și albe, conglomerate și calcar, a fost listat ca Monument Istoric Național în Registrul Național al Locurilor Istorice din SUA în 1971 | 38°52′40″N 104°52′15″V / 38.87778°N 104.87083°V |
|         | Parcul orașului New Orleans [în engleză City Park (New Orleans)]                                                 | New Orleans, Louisiana                       | Statele Unite | 1854      | 526,1               | Parcul adăpostește cea mai mare pădure de stejari din lume, unii cu o vechime de peste 600 de ani | 30°00′07″N 90°05′35″V / 30.00194°N 90.09306°V   |
|         | Parcul Balboa din San Diego [în engleză Balboa Park (San Diego)]                                                 | San Diego, California                        | Statele Unite | 1868      | 522,4               | Parcul conține atât spații deschise, cât și naturale, grădini, numeroase muzee, teatre, centre sportive și de recreere, precum și Grădina Zoologică din San Diego, a fost inclus ca Monument Istoric Național în Registrul Național al Locurilor Istorice din SUA în 1977 | 32°43′53″N 117°08′43″V / 32.73139°N 117.14528°V |
|         | Parcul North Cheyenne Cañon (în engleză North Cheyenne Cañon Park)                                               | Colorado Springs, Colorado                   | Statele Unite |           | 509,9               | Situat în Cheyenne Cañon, include zone de picnic și un centru natural, înscris în Registrul Național al Locurilor Istorice din SUA în 2009 | 37°47′29″N 104°52′08″V / 37.79139°N 104.86889°V |